# مطار كوالالمبور الدولي
مطار كوالالمبور الدولي (إياتا: KUL، إيكاو: WMKK) هو محور رئيسي للنقل الجوي في آسيا، ولا سيما في منطقة جنوب شرق آسيا، وهو المطار الرئيسي في ماليزيا. يقع في منطقة سيبانغ جنوب إقليم سلاغور، وعلى بعد 30 كيلومتر (31 ميل) من العاصمة كوالالمبور.
مطار كوالالمبور الدولي قادر على التعامل مع 35 مليون مسافر و 1.2 مليون طن من البضائع سنويا في مرحلته الحالية. وفي عام 2006 كان في المرتبة الثالثة عشرة بين المطارات الأكثر ازدحاما في العالم من حيث حركة الركاب الدولية، والسابع بين مطارات آسيا إزدحاما. وتزايد حركة الشحن السنوية جعله في المركز السابع والعشرين عالميا في حجم البضائع المناولة. وصنف مطار كوالالمبور بتصنيف 4 نجوم من قبل منظمة سكاي تراكس، جنبا إلى جنب مع مطار زيورخ ومطار سخيبول أمستردام.

## نبذة تاريخية

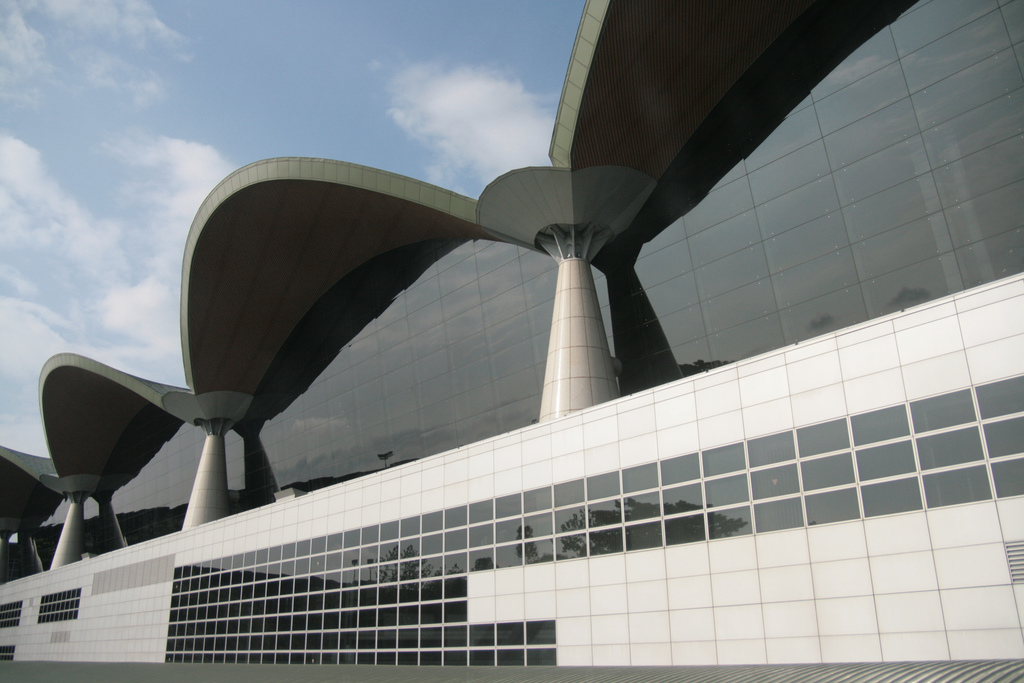
المبنى الرئيسي لمطار كوالالمبور

بدأ التخطيط لمطار كوالالمبور في عام 1990 عندما قررت الحكومة أن مطار السلطان عبد العزيز شاه لن يستطيع التعامل مع ازدياد الحركة الجوية في المستقبل. وكان رئيس وزراء ماليزيا السابق مهاتير محمد المحرك الرئيسي وراء هذا المشروع والذي كان ينظر إليه باعتباره عنصرا هاما من عناصر منطقة ممر الوسائط المتعددة (ملتيميديا سوبر كاريدور) أحد برامج الحكومة لتحويل الدولة إلى مركز للاتصال والتقنية.
يمتد المطار على مساحة 100 كيلومتر مربع، وهو واحد من أكبر مواقع المطارات في العالم. وقد تم بناؤه على قطعة من الأراضي الزراعية والتي لا تتطلب هدم الممتلكات الخاصة. الخطة الرئيسية لمطار كوالالمبور الدولي تنطوي على بناء خمسة مدارج، ومبنيان لخدمة الركاب مرتبطة بصالتين منفصلتين كل محطة على ثلاث مراحل. المرحلة الأولى تشمل تطوير بناء مبنى رئيسي مرتبط بصالة للركاب تكفي لاستيعاب 25 مليون راكب وإنشاء مدرجي طيران متكاملين.
تم الانتهاء من بناء المطار في غضون أربع سنوات ونصف السنة. وافتتح المطار رسميا يوم 27 يونيو 1998 ، في حين انتقلت الرحلات الجوية إلى المطار بعد ذلك بثلاثة أيام في 30 يونيو .

## شركات الطيران والوجهات

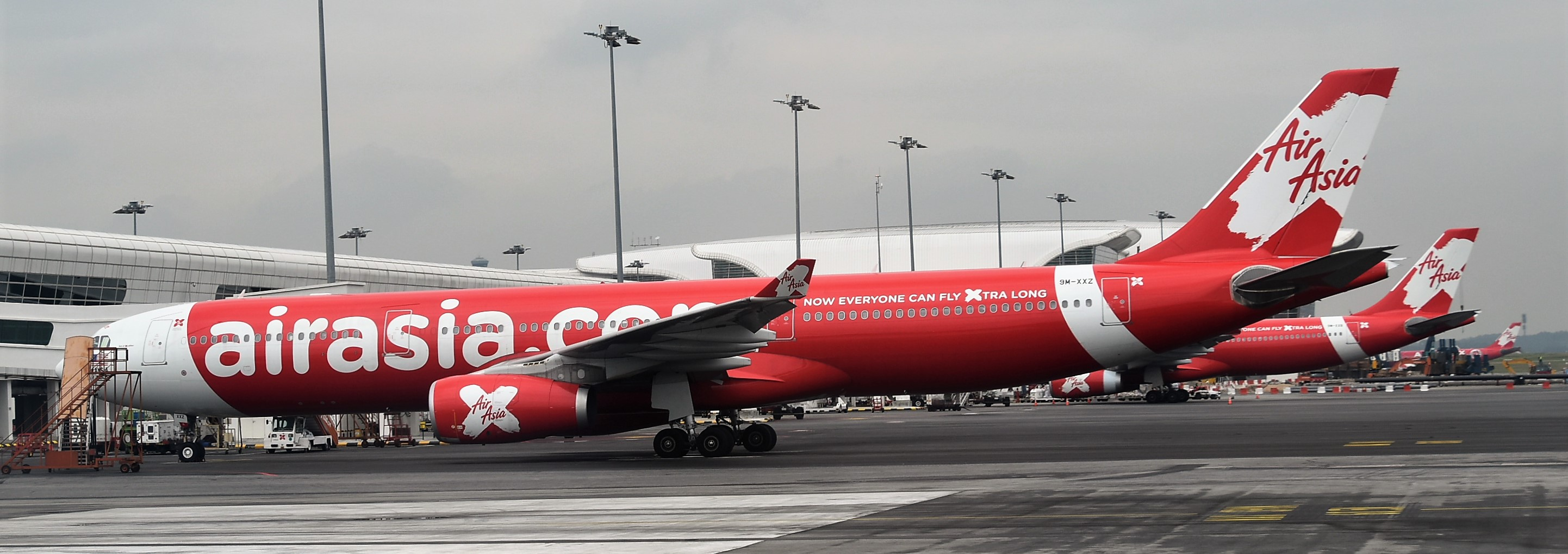
طائرة Airbus A330-300 التابعة لـ AirAsia X في مطار كوالالمبور الدولي – 15 سبتمبر 2017، ضمن عمليات الشركة التي تخدم العديد من الوجهات الدولية.

### الركاب
| شركـات طيـران                     | الوجهات |
| --------------------------------- | --- |
| طيران آسيا                        | Alor Setar ‏، Balikpapan، مطار السلطان اسكندر مودا الدولي، مطار بروناي الدولي، مطار باندونغ ماجالينغكا الدولي، مطار دون موينغ، مطار كيمبيغودا الدولي، Bintulu، مطار ماكتان سيبو الدولي، مطار تشيناي الدولي، مطار تشيانغ مي، مطار باندارنيك الدولي، مطار لين خونج (تستأنف 2 أغسطس 2023)، مطار دا نانغ الدولي، مطار نغوراه راي الدولي، مطار شاه جلال الدولي، مطار قوانغتشو باييون الدولي، مطار قويلين يانغ جيانغ الدولي (تستأنف 18 يوليو 2023)، مطار نوي باي الدولي، مطار تان سون نهات الدولي، مطار هونغ كونغ الدولي، مطار راجيف غاندي الدولي، مطار سوكارنو هاتا الدولي، مطار سيناي الدولي، مطار كاوهسيونغ الدولي، مطار كوتشين، مطار نيتاجي سوبهاس شاندرا بوس الدولي، Kota Bharu ‏، مطار كوتا كينابالو الدولي، مطار كرابي، Kuala Terengganu ‏، Kuching، مطار كونمينغ جانغشوي الدولي، Labuan، Langkawi، مطار ماكاو الدولي، Makassar، مطار فيلانا الدولي، مطار نينوي أكوينو الدولي، مطار كوالانامو الدولي، Miri، مطار كام رانه الدولي، Padang، Pekanbaru، مطار بينانغ الدولي، مطار بنوم بنه الدولي، Phuket، مطار فو كوك الدولي، مطار جينجيانغ تشيوانتشو (تستأنف 18 يونيو 2023)، Sandakan، مطار شينزين باوان الدولي، Sibu، Siem Reap ‏، Sihanoukville (تستأنف 1 يوليو 2023)، مطار شانغي سنغافورة، Tawau، مطار تيروتشيرابالي الدولي، مطار واتاي الدولي (تستأنف 1 أغسطس 2023)، Yangon، Yogyakarta–International |
| طيران آسيا (إكس)                  | مطار أوكلاند الدولي، مطار سوفارنابومي الدولي، مطار بكين داشينغ الدولي، Busan، مطار جينغديو الجديد (تبدأ في 1 يوليو 2023)، مطار انديرا غاندي الدولي، مطار نغوراه راي الدولي، مطار جولد كوست، مطار هانغتشو شياوشان الدولي، مطار هونولولو الدولي (تستأنف 1 سبتمبر 2023)، مطار كوتا كينابالو الدولي، مطار ملبورن الدولي، مطار كانساي الدولي، مطار بيرث، Sapporo–Chitose، مطار إنتشون الدولي، مطار شانغهاي بودنغ الدولي، مطار سيدني، مطار تايوان تاويوان الدولي، مطار طوكيو هانيدا الدولي موسمي: مطار الملك عبد العزيز الدولي، Kuching |
| العربية للطيران                   | مطار الشارقة الدولي |
| طيران الصين                       | مطار بكين العاصمة الدولي |
| طيران موريشيوس                    | مطار سير سيووساغور رامغولام الدولي |
| خطوط كل اليابان الجوية            | مطار طوكيو هانيدا الدولي، مطار ناريتا الدولي |
| Batik Air                         | مطار سوكارنو هاتا الدولي، Makassar، مطار كوالانامو الدولي، Yogyakarta–International |
| باتيك إير ماليزيا                 | Adelaide (تستأنف 13 يوليو 2023)، Amritsar، مطار أوكلاند الدولي (تبدأ في 24 أغسطس 2023)، مطار دون موينغ، مطار كيمبيغودا الدولي، مطار بريزبان، مطار جينغديو الجديد (تبدأ في 7 يوليو 2023)، مطار باندارنيك الدولي، مطار دا نانغ الدولي، مطار انديرا غاندي الدولي، مطار نغوراه راي الدولي، مطار شاه جلال الدولي، مطار قوانغتشو باييون الدولي، مطار نوي باي الدولي، مطار تان سون نهات الدولي، مطار هونغ كونغ الدولي (تستأنف 1 أغسطس 2023)، مطار سوكارنو هاتا الدولي، مطار سيناي الدولي، مطار تريبوفان الدولي، مطار كوتشين، مطار نيتاجي سوبهاس شاندرا بوس الدولي، مطار كوتا كينابالو الدولي، Kuching، مطار علامه إقبال الدولي، مطار فيلانا الدولي، مطار كوالانامو الدولي، مطار ملبورن الدولي، مطار تشاتراباتي شيفاجي الدولي، مطار تشوبو سنتراير الدولي، Naha (تبدأ في 16 أغسطس 2023)، مطار كانساي الدولي، مطار بينانغ الدولي، مطار بيرث، Phuket، مطار إنتشون الدولي (تبدأ في 23 يونيو 2023)، مطار شانغي سنغافورة، مطار سيدني، مطار تايوان تاويوان الدولي، مطار تيروتشيرابالي الدولي، مطار ناريتا الدولي، مطار تشنغتشو الدولي (تستأنف 7 يوليو 2023) |
| خطوط بيمان بنغلاديش الجوية        | مطار شاه جلال الدولي |
| كاثي باسيفيك                      | مطار هونغ كونغ الدولي |
| سيبو باسيفيك                      | مطار نينوي أكوينو الدولي |
| الخطوط الجوية الصينية             | مطار تايوان تاويوان الدولي |
| خطوط شرق الصين الجوية             | مطار هانغتشو شياوشان الدولي |
| خطوط جنوب الصين الجوية            | مطار تشانغشا هوانغوا الدولي، مطار قوانغتشو باييون الدولي، مطار تشنغتشو الدولي |
| سيتي لينك                         | مطار سوكارنو هاتا الدولي، مطار كوالانامو الدولي (تبدأ في 16 يونيو 2023) |
| طيران الإمارات                    | مطار دبي الدولي |
| الخطوط الجوية الإثيوبية           | مطار أديس أبابا بولي الدولي، مطار شانغي سنغافورة |
| الاتحاد للطيران                   | مطار أبو ظبي الدولي |
| إيفا للطيران                      | مطار تايوان تاويوان الدولي |
| فلاي بغداد                        | مطار بغداد الدولي |
| غارودا إندونيسيا                  | مطار سوكارنو هاتا الدولي |
| خطوط هيمالايا الجوية              | مطار تريبوفان الدولي عارض: Bhairahawa |
| خطوط إنديقو                       | مطار تشيناي الدولي |
| طيران آسيا (إندونيسيا)            | مطار نغوراه راي الدولي، مطار سوكارنو هاتا الدولي، Lombok، مطار كوالانامو الدولي، مطار جواندا الدولي |
| الخطوط الجوية اليابانية           | مطار ناريتا الدولي |
| خطوط جيتستار آسيا الجوية          | مطار شانغي سنغافورة |
| الخطوط الجوية الملكية الهولندية   | مطار سخيبول أمستردام |
| كوريا للطيران                     | مطار إنتشون الدولي |
| الخطوط الجوية الكويتية            | مطار الكويت الدولي |
| Lanmei Airlines                   | مطار بنوم بنه الدولي |
| ليون إير                          | مطار جواندا الدولي |
| خطوط لاكي الجوية                  | مطار كونمينغ جانغشوي الدولي |
| الخطوط الجوية الماليزية           | Adelaide، Alor Setar ‏، مطار أوكلاند الدولي، مطار سوفارنابومي الدولي، مطار بكين داشينغ الدولي، مطار كيمبيغودا الدولي، Bintulu، مطار تشيناي الدولي، مطار باندارنيك الدولي، مطار انديرا غاندي الدولي، مطار نغوراه راي الدولي، مطار شاه جلال الدولي، مطار حمد الدولي، مطار قوانغتشو باييون الدولي، مطار نوي باي الدولي، مطار تان سون نهات الدولي، مطار هونغ كونغ الدولي، مطار راجيف غاندي الدولي، مطار سوكارنو هاتا الدولي، مطار الملك عبد العزيز الدولي، مطار سيناي الدولي، مطار تريبوفان الدولي، مطار كوتشين، Kota Bharu ‏، مطار كوتا كينابالو الدولي، Kuala Terengganu ‏، Kuantan، Kuching، Labuan، Langkawi، مطار لندن هيثرو، Makassar، مطار نينوي أكوينو الدولي، مطار كوالانامو الدولي، مطار الأمير محمد بن عبد العزيز الدولي، مطار ملبورن الدولي، Miri، مطار تشاتراباتي شيفاجي الدولي، مطار كانساي الدولي، Pekanbaru، مطار بينانغ الدولي، مطار بيرث، مطار بنوم بنه الدولي، Phuket، Sandakan، مطار إنتشون الدولي، مطار شانغهاي بودنغ الدولي، Sibu، مطار شانغي سنغافورة، مطار جواندا الدولي، مطار سيدني، مطار تايوان تاويوان الدولي، Tawau، مطار طوكيو هانيدا الدولي، مطار ناريتا الدولي، مطار شيامن قاوتشي الدولي، Yangon، Yogyakarta–International موسمي عارض: Sapporo–Chitose، مطار طشقند الدولي |
| MYAirline                         | مطار دون موينغ (تبدأ في 1 يوليو 2023)، مطار سوفارنابومي الدولي (تبدأ في 28 يونيو 2023)، Kota Bharu ‏، مطار كوتا كينابالو الدولي، Kuching، Langkawi، Miri، مطار بينانغ الدولي، Sibu، Tawau |
| Myanmar Airways International     | Yangon |
| الخطوط الجوية النيبالية           | مطار تريبوفان الدولي موسمي: Bhairahawa (تبدأ في 12 يونيو 2023) |
| الطيران العماني                   | مطار مسقط الدولي |
| الخطوط الجوية الدولية الباكستانية | مطار إسلام آباد الدولي، مطار علامه إقبال الدولي |
| الخطوط الجوية الفلبينية           | مطار نينوي أكوينو الدولي |
| الخطوط الجوية القطرية             | مطار حمد الدولي |
| خطوط رويال بروناي الجوية          | مطار بروناي الدولي |
| طيران السلام                      | موسمي: مطار مسقط الدولي (تبدأ في 3 يوليو 2023) |
| الخطوط السعودية                   | مطار الملك عبد العزيز الدولي، مطار الأمير محمد بن عبد العزيز الدولي، مطار الملك خالد الدولي |
| سكوت للطيران                      | مطار شانغي سنغافورة |
| خطوط شانغهاي الجوية               | مطار هانغتشو شياوشان الدولي، مطار شانغهاي بودنغ الدولي |
| خطوط شينزين الجوية                | مطار شينزين باوان الدولي |
| الخطوط الجوية السنغافورية         | مطار شانغي سنغافورة |
| الخطوط الجوية السريلانكية         | مطار باندارنيك الدولي |
| ستارلوكس للطيران                  | مطار تايوان تاويوان الدولي |
| طيران آسيا (تايلاند)              | مطار دون موينغ، مطار سوفارنابومي الدولي، Hat Yai ‏ |
| الخطوط الجوية الدولية التايلاندية | مطار سوفارنابومي الدولي |
| TransNusa                         | مطار سوكارنو هاتا الدولي |
| الخطوط الجوية التركية             | مطار إسطنبول الدولي |
| يو إس بنغلا للطيران               | مطار شاه جلال الدولي |
| الخطوط الجوية الأوزبكستانية       | مطار طشقند الدولي |
| خطوط فيت جيت                      | مطار تان سون نهات الدولي |
| الخطوط الجوية الفيتنامية          | مطار نوي باي الدولي، مطار تان سون نهات الدولي |
| خطوط زيامن الجوية                 | مطار تشونغتشينغ جيانغبى الدولي، مطار فوتشو تشانغله الدولي، مطار شيامن قاوتشي الدولي |

### الشحن
| شركـات طيـران          | الوجهات |
| ---------------------- | --- |
| Aerotranscargo         | مطار ألماتي الدولي، مطار بريزبان، مطار ملبورن الدولي |
| كارغولوكس              | مطار حيدر علييف الدولي، مطار أوهير الدولي، مطار لوكسمبورغ، مطار شانغي سنغافورة، مطار تشنغتشو الدولي |
| الخطوط الجوية الصينية  | مطار تايوان تاويوان الدولي |
| فيديكس إكسبرس          | مطار قوانغتشو باييون الدولي، مطار بينانغ الدولي |
| غارودا إندونيسيا       | مطار سوكارنو هاتا الدولي |
| كوريا للطيران          | مطار بينانغ الدولي، مطار إنتشون الدولي |
| My Indo Airlines       | مطار سوكارنو هاتا الدولي |
| MASkargo               | مطار سخيبول أمستردام، مطار سوفارنابومي الدولي، مطار كيمبيغودا الدولي، مطار تشونغتشينغ جيانغبى الدولي، مطار انديرا غاندي الدولي، مطار شاه جلال الدولي، مطار قوانغتشو باييون الدولي، مطار نوي باي الدولي، مطار تان سون نهات الدولي، مطار هونغ كونغ الدولي، مطار سوكارنو هاتا الدولي، مطار كوتا كينابالو الدولي، Kuching، Labuan، مطار ماكاو الدولي، مطار نينوي أكوينو الدولي، مطار تشاتراباتي شيفاجي الدولي، مطار بينانغ الدولي، مطار شانغهاي بودنغ الدولي، مطار سيدني، مطار تايوان تاويوان الدولي، مطار ناريتا الدولي |
| MY Jet Xpress Airlines | مطار تشيناي الدولي، مطار كوتا كينابالو الدولي، مطار شانغي سنغافورة |
| Silk Way Airlines      | مطار سخيبول أمستردام، مطار حيدر علييف الدولي، مطار فرانكفورت هان |
| الخطوط الجوية التركية  | مطار تان سون نهات الدولي، مطار إسطنبول الدولي |
| خطوط يو بي إس الجوية   | مطار بينانغ الدولي، مطار شينزين باوان الدولي |
| World Cargo Airlines   | مطار كوتا كينابالو الدولي، Kuching، Miri |